# Kawasaki Heavy Industries Motorcycle & Engine
Kawasaki Heavy Industries Motorcycle & Engine — подразделение компании Kawasaki Heavy Industries, занимающееся производством мотоциклов, мотовездеходов, грузопассажирских автомобилей, водных мотоциклов, гидроциклов и бензиновых двигателей общего назначения. До 1 апреля 2010 года компания носила название Kawasaki Heavy Industries Consumer Products and Machinery Company, которую изменили на нынешнюю, чтобы подчеркнуть важность мотоциклов и бензиновых двигателей, как фундаментальных для компании.

## Мотоциклы
Самолетостроительная компания Кавасаки начала разработку мотоциклетных двигателей в 1949 году. Разработка была завершена в 1952 году и в 1953 году началось их массовое производство. Это был четырехтактный одноцилиндровый мотор с воздушным охлаждением, объемом 148 куб.см, максимальной мощностью 4 л.с. (2.9 кВт) при 4000 оборотов в минуту. В 1954 году был выпущен первый мотоцикл Kawasaki под названием «Meihatsu».
В 1960 году было завершено строительство завода, на котором производились исключительно мотоциклы, а также была приобретена японская компания «Meguro motorcycles».
В 1961 году началось комплексное производство мотоциклов Kawasaki. Первой моделью стала «B7».
В 1965 году запущена в производство серия «W1».

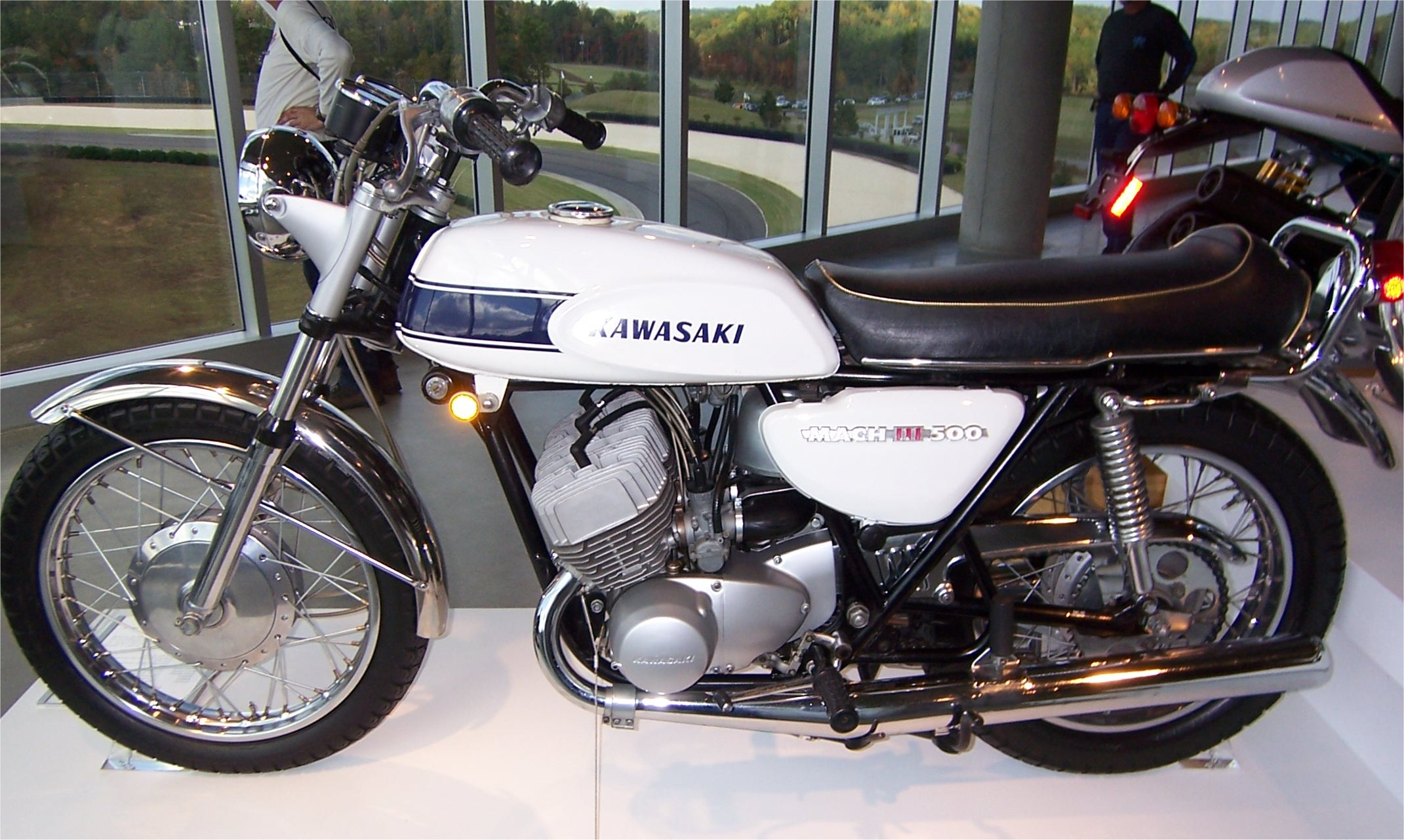
Kawasaki 500 Mach III H1, модель 1969 года

После серии W, самого популярного в то время японского мотоцикла, компания в 1969 году ввела новую эпохальную модель, серию H1, оснащенную двухтактным трехцилиндровым двигателем, объемом 498 см³. В ту эпоху, большие мотоциклы производились в основном европейскими производителями, которые также доминировали на рынке США. Однако запуск новой модели позволил Kawasaki резко увеличить экспорт японских мотоциклов. Успех H1 подтвердил репутацию мотоциклов Kawasaki на рынке США. Среди уникальных свойств Н1 были мощный и высоко производительный двигатель, выпускной рёв которого был типичным для трехцилиндровых моделей. Характерной особенностью мотоцикла были асимметрично установленные глушители (два справа, один слева), и двухцветная бело-синяя окраска.

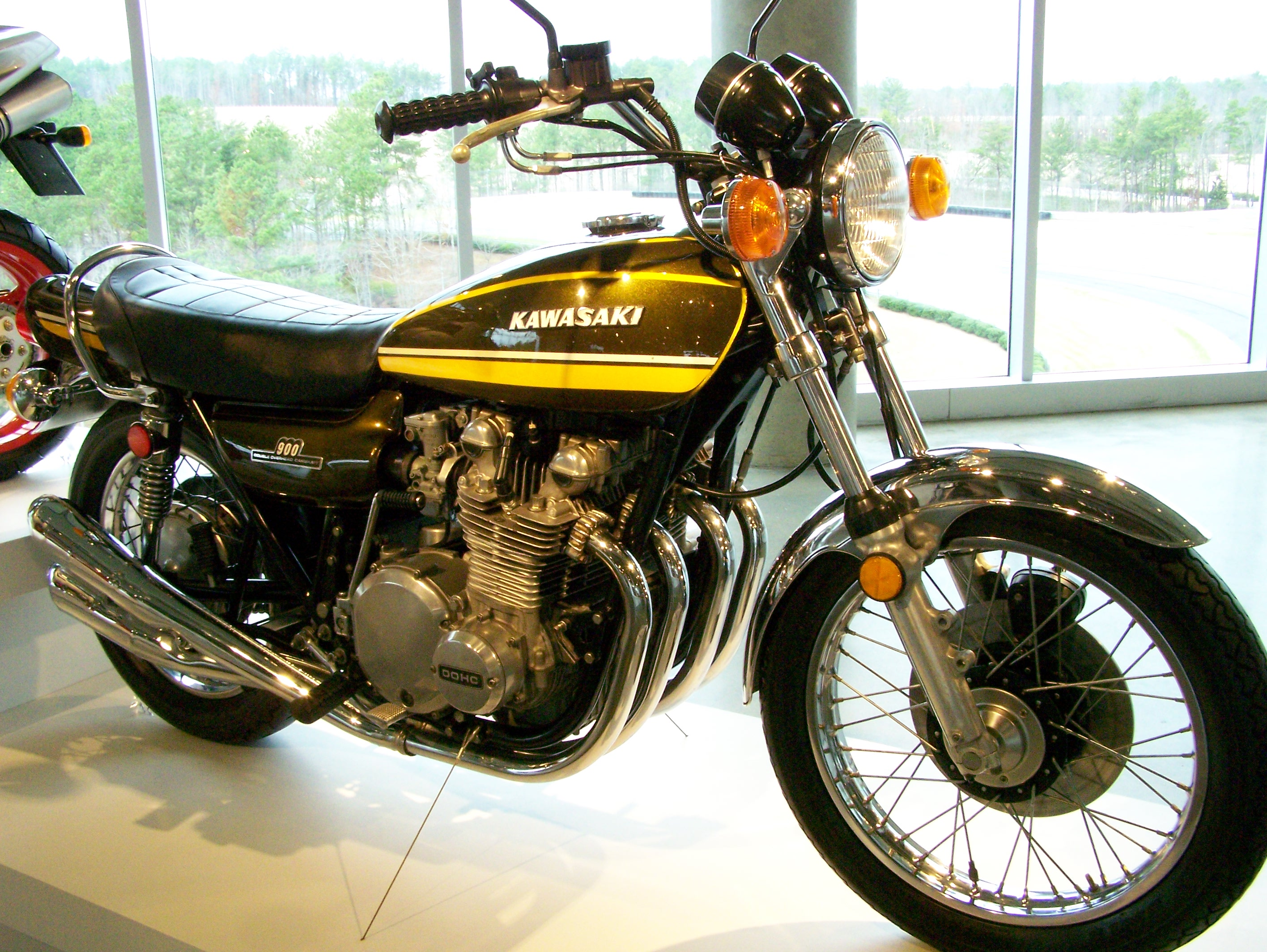
Kawasaki 900 Z1, модель 1974 года

В 1972 году Kawasaki представила самый мощный японский мотоцикл, модель Z1, оснащённая четырёхтактным 4-цилиндровым двигателем с воздушным охлаждением, объёмом 903 см³, типа DOHC (двигатель с двумя распредвалами в головке цилиндров). Это был первый 4-тактный двигатель Kawasaki. Под кодовым названием «Нью-Йоркский стейк» (англ. New York Steak), ещё в стадии разработки Z1 стал «аппетитным мотоциклом». Сразу после выхода в серию эта модель получила высокую известность, став долгосрочным бестселлером. Z1, пионер моделей Supersport, не только укрепил репутацию Kawasaki как производителя больших мотоциклов, но и остался в общественном сознании в качестве одного из самых великолепных мотоциклов и по сегодняшний день.

## Гидроциклы
Гидроцикл серии «Jet Ski», разработанный Kawasaki в 1973 году в качестве первого гидроцикла в мире, теперь имеет основные модели из экологичных 4-тактных двигателей и моделей с нагнетателями, подчеркивая технологическое превосходство Кавасаки.

## Другое
Компания также занимается реализацией различных видов бензиновых двигателей общего назначения начиная от размером с ладонь 23-кубового двигателя до 1000 см³ V-Twin, а также кусторезов, воздуходувок, и т.д., оснащенных этими двигателями.
Все подразделения Kawasaki обладают строгими стандартами контроля качества, которые объединяют мощные двигатели и высокоточную технологию управления питанием. Эти стандарты применяются также для всех продуктов компании, в том числе мотоциклов. Кроме того, Kawasaki отдает приоритетное внимание вопросам охраны окружающей среды.
Материнский завод компании расположен в городе Акаси, префектура Хиого. Производственные мощности развернуты также в США, в Южной Америке и Азии.